# 薛富盛
薛富盛（英語：Shieu Fuh-Sheng，1959年8月22日—），臺灣奈米材料學者，澎湖縣馬公市人。國立中興大學材料科學與工程學系終身特聘教授，曾任中華民國環境部部長、國立中興大學校長、大學入學考試中心董事長、中部科學園區產學訓協會理事長、工業技術研究院董事、漢翔航空工業董事、臺灣國立大學系統總校長。

## 生平

### 早年
薛富盛出生於澎湖縣馬公市，馬公高中畢業後進入國立清華大學就讀，以學業成績第一名畢業於材料科學與工程學系。1983年5月於台中清泉崗基地服完海軍陸戰隊預官役後，受聘於中國鋼鐵公司冶金技術處擔任股長及工程師。為追求學術生涯發展及擴大國際視野，於1985年攜眷前往美國康乃爾大學攻讀博士學位，完成學位後旋即前往位於密西根州的陶氏化学公司擔任資深研究工程師。

### 投身學界
1993年國立中興大學材料工程研究所成立，薛富盛在200多位申請者當中脫穎而出，受聘擔任該所副教授。1998年升等為教授並擔任系所主管。
2004年8月至2009年7月，薛富盛在興大研發長任內協助中部科學園區籌設、規劃及產業人才培育工作，奠定中興大學在產學合作與學術研究紮實的基礎。
2009年8月起擔任興大工學院院長，除帶領工學院六個學系及四個獨立所全數通過第二週期中華工程教育學會工程教育認證外，也讓中興大學在工程領域與材料領域於ESI學術資料庫排名首次進入世界排名前200。2011年帶領團隊前往巴西聖保羅市開設奈米教育種子教師研習營，推廣台灣奈米教育。

#### 興大校長

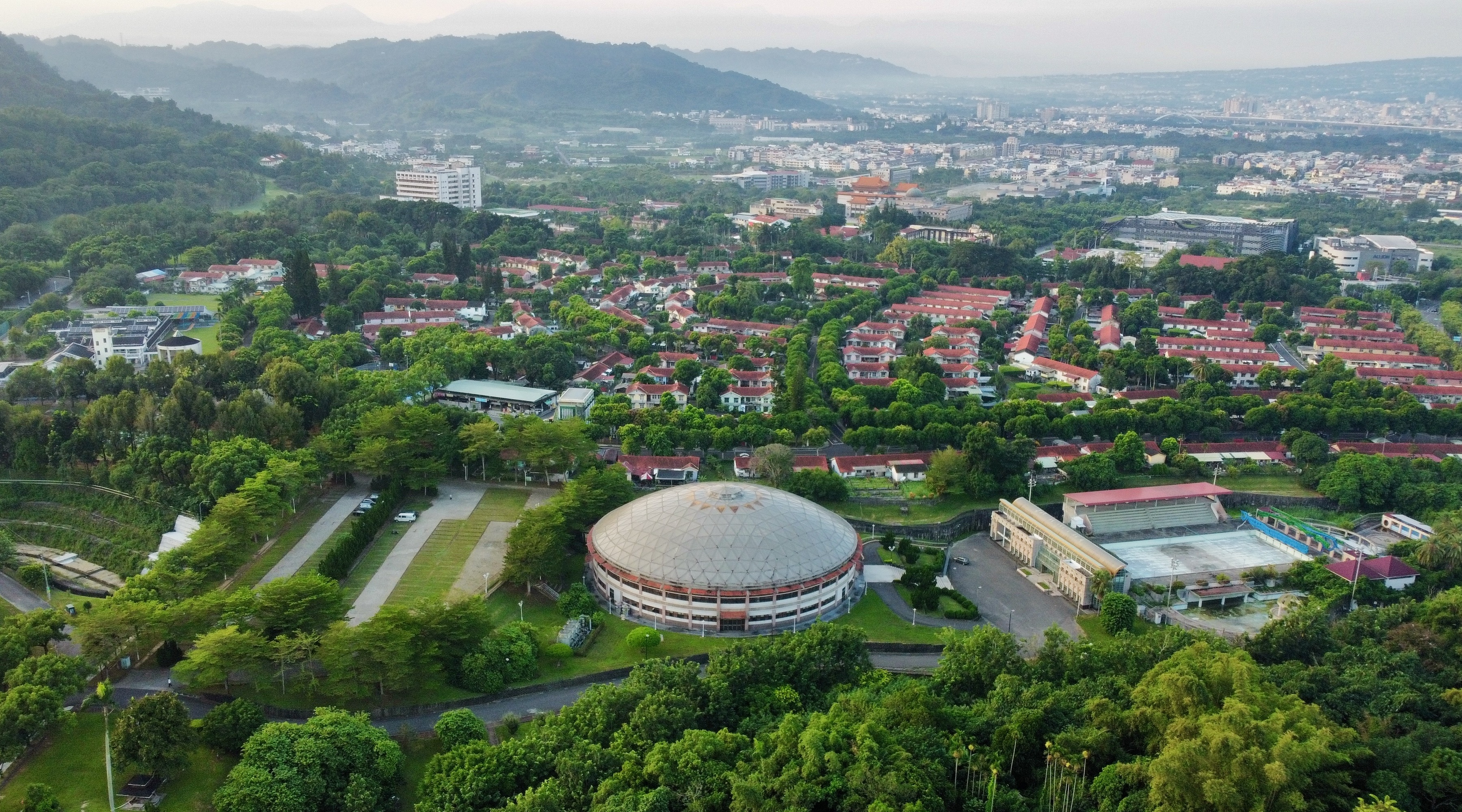
中興新村南核心，為中興大學南投校區，佔地近80公頃

2015年8月1日擔任中興大學校長，提出「以人為本、學術為要、創造價值、造福人類」四大治校理念，在任期間設置電資學院、循環經濟研究學院及醫學院，擴充中興大學南投分部及復興校區共83公頃校地，主導創立臺灣國立大學系統並擔任首任系統校長。任內共三位總統前後五次蒞臨興大，分別為2016年馬英九總統視察興大國際經營班、2016年李登輝前總統獲頒名譽管理博士、2021年蔡英文總統出席「臺灣國立大學系統」啟動典禮、2023年興大102年校慶與循環經濟研究學院揭牌。

### 從政

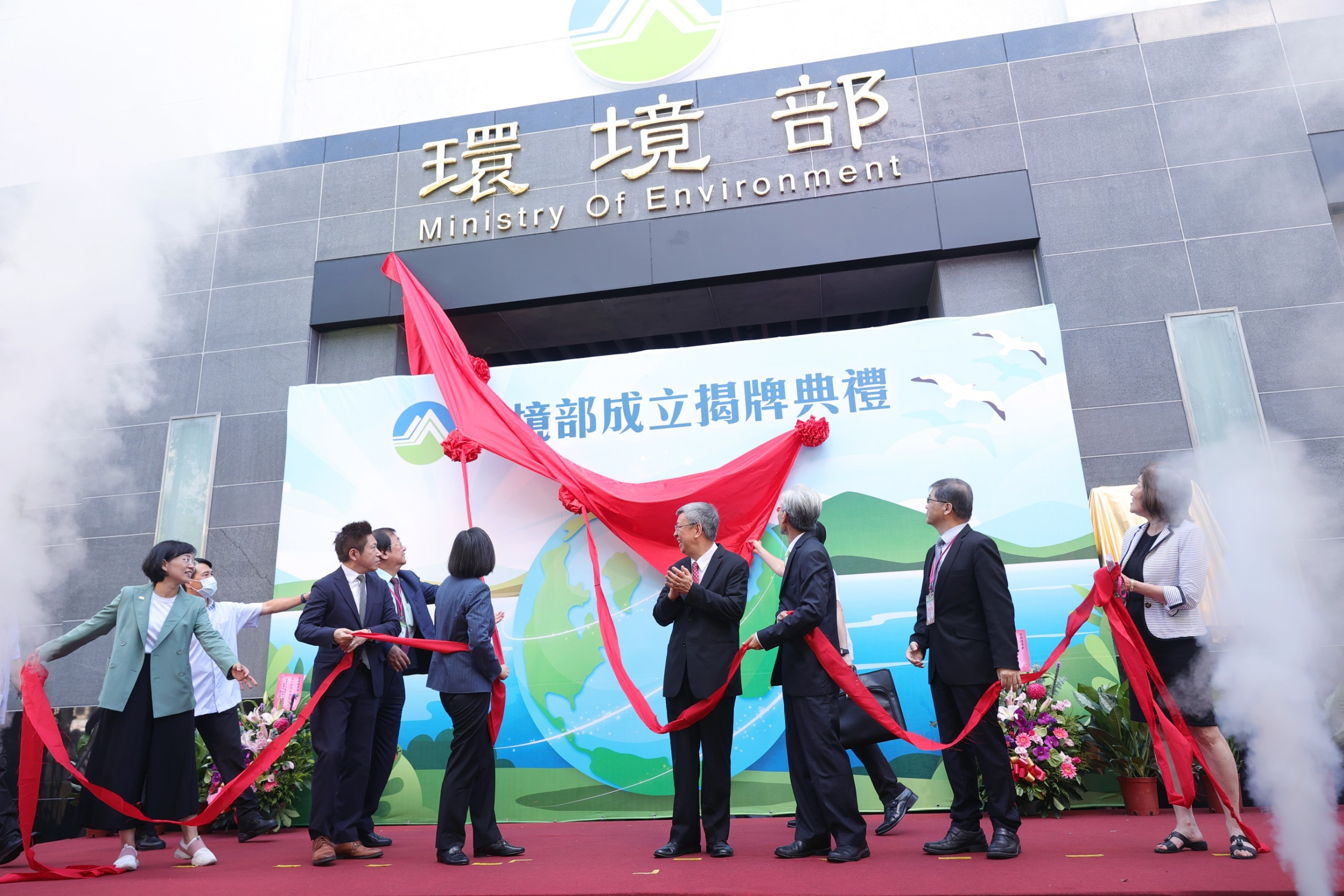
2023年8月環境部成立，薛富盛為首任部長

2023年8月22日，因應行政院環境保護署升格為環境部，行政院核定薛富盛接任首任環境部部長；隔年5月20日卸任，返校任教。

## 專業貢獻
薛富盛研究興趣在於電子顯微鏡、奈米技術、顯示器材料、薄膜技術、電子構裝 以及燃料電池等。他自1990至2015間已經發表SCI期刊論文148篇，研討會論文235篇，專書及專書論文7本，發明專利16件。
薛富盛也歷任許多材料相關領域的職務，包括：中國工程師學會台中分會理事長、經濟部「核四安檢專家監督小組」委員、中華工程教育學會(IEET)  認證委員、團主席等二十多項專業職務，  指導國內外學生進行研究，並獲得許多國內外學術獎項，且主持多項重要大型研究計畫，包括奈米國家型科技計晝人才培育總計畫、國科會科教處科普教育專題講座系列等。